# (82463) Mluigiaborsi
(82463) Mluigiaborsi est un astéroïde de la ceinture principale.

## Description
(82463) Mluigiaborsi est un astéroïde de la ceinture principale. Il fut découvert le 21 juillet 2001 à San Marcello Pistoiese par Luciano Tesi et Giuseppe Forti. Il présente une orbite caractérisée par un demi-grand axe de 3,12 UA, une excentricité de 0,16 et une inclinaison de 4,1° par rapport à l'écliptique.

## Compléments